# كأس ملك إسبانيا 1955
كأس ملك إسبانيا 1955 (بالإسبانية: Copa del Generalísimo de fútbol 1955)‏ هو الموسم 51 من كأس ملك إسبانيا. أشرف على تنظيمه الاتحاد الملكي الإسباني لكرة القدم، وكان عدد الأندية المشاركة فيه 16، وفاز فيه أتلتيك بيلباو.